# 奧克內區

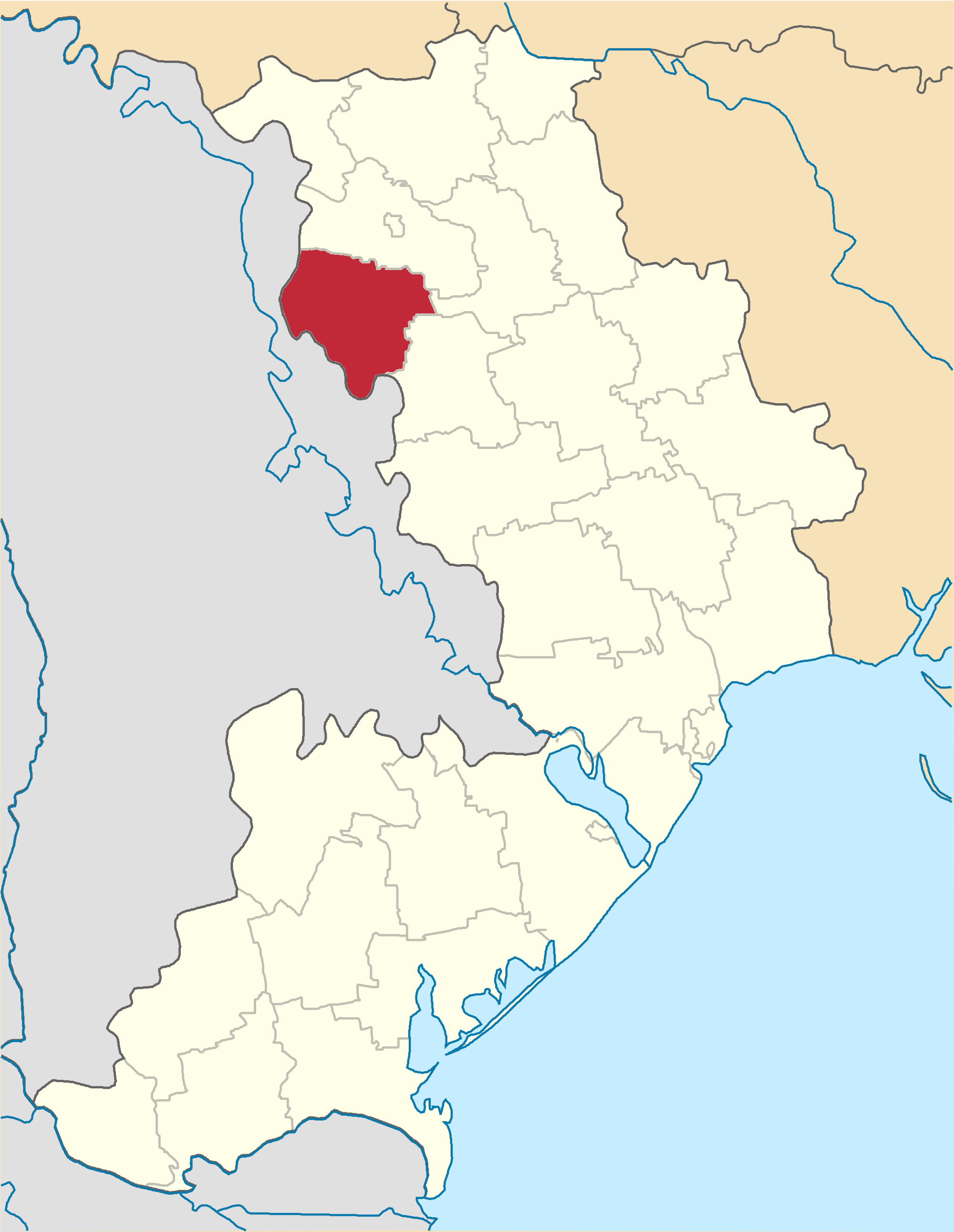
撤销前奧克內區在敖德萨州的位置

奧克內區（烏克蘭語：Окнянський район），2016年5月前名为红奧克內區（烏克蘭語：Красноокнянський район），是烏克蘭西南部敖德薩州的一個旧區，行政中心为奧克內，面積1,013平方公里，2013年人口20,387，人口密度每平方公里20.1人。
该区在2020年7月18日的乌克兰行政区划改革中被撤销，改革后敖德萨州下分为7个区，奧克內區合并至波迪利斯克区。